# Michal Bakuľa
Michal Bakuľa (* 23. August 1911 in Málinec; † 21. Oktober 1983 in Bratislava) war slowakischer kommunistischer Funktionär und Politiker in der Tschechoslowakei.

## Politische Karriere
Bakuľa, der nach der Grundschule ein Abendstudium im Fach Wirtschaft absolvierte (1924–1926), hat seine ersten Parteiämter seit 1949 innegehabt:
- 1949 1951 Leiter der landwirtschaftlichen Abteilung der Kommunistischen Partei der Slowakei (KSS) in Banská Bystrica
- seit 1950 Kandidat und seit 1951 Mitglied des Zentralkomitees der KSS
- 1951–1952 erster Sekretär des Kreisausschusses der KSS in Banská Bystrica
- 1952–1954 erster Sekretär des Kreisausschusses der KSS in Nitra
- 1954 Mitglied des Zentralkomitees der Kommunistischen Partei der Tschechoslowakei (KSČ), hier dann Mitglied einer Kommission, welche die politischen Schauprozesse überprüfen sollte

Bakuľa bekleidete ebenfalls einige Regierungsposten und politische Verwaltungsfunktionen, darunter:
- 1955–1956 Minister für staatliche Kontrolle sowie
- 1956–1959 Minister für Land- und Forstwirtschaft in der Regierung Viliam Široký II
- 1959–1960 Vorsitzender des Kreisnationalausschusses in Banská Bystrica
- 1960–1964 stellvertretender Vorsitzender des Kreisnationalausschusses in Banská Bystrica
- 1964–1969 Vorsitzender der Kreiskommission für die Volkskontrolle und Statistik
- 1969–1974 Sekretär des Kreisausschusses der Nationalfront der Slowakei in Banská Bystrica

Bakuľa, der sich lange Zeit mit der Problematik und der "sozialistischen Umstrukturierung" der Landwirtschaft beschäftigte, war mitverantwortlich für die gewaltsame Kollektivierung der Landwirtschaft in der Tschechoslowakei nach 1948, die er als eine Verpflichtung der Bauernschaft ansah, sich bei der "Arbeiterklasse für die Befreiung vom Joch der kapitalistischen Bänker und Großbauern" durch die "entsprechende Bereitstellung von landwirtschaftlichen Produkten zu bedanken".